# Rio Piracuruca
Rio Piracuruca är ett periodiskt vattendrag i Brasilien.   Det ligger i delstaten Piauí, i den östra delen av landet, 1 500 km norr om huvudstaden Brasília.
Omgivningarna runt Rio Piracuruca är huvudsakligen savann. Runt Rio Piracuruca är det glesbefolkat, med 16 invånare per kvadratkilometer.